# Kazabazua
Kazabazua es un municipio canadiense situado en la provincia de Quebec.

## Superficie
Kazabazua tiene una superficie de 172,91 km².

## Demografía
En 2021, tenía 1037 habitantes, una densidad poblacional de 6 hab./km², y 832 viviendas.